# Der arme Kunrad
Der arme Kunrad ist ein Gedicht von Heinrich von Reder aus dem Jahre 1888, das den Bauernaufstand Armer Konrad beschreibt. Es diente als Vorlage für das Lied Wir sind des Geyers schwarzer Haufen, das zum Liedgut diverser linker und rechter Gruppierungen wurde.

## Historischer Hintergrund
Der Herzog von Württemberg hatte kontinuierlich die angestammten Rechte der dörflichen Gemeinden beschnitten und sie von der Nutzung des Waldes und des Gemeingutes ausgeschlossen. Missernten führten zu hohen Lebensmittelpreisen. Um einen drohenden Bankrott des Landes abzuwehren, führte der Herzog 1514 eine Verbrauchssteuer ein, die einen Aufstand der ausgebeuteten und verarmten Landbevölkerung zur Folge hatte, der als Aufstand des „Armen Konrad“ in die Geschichte eingegangen ist. Ein Rädelsführer war der Taglöhner Peter Geis, genannt Geispeter. Er warf die mit der Steuererhöhung eingeführten neuen Gewichte in die Rems. Zwar annullierte der Herzog die Steuer, die Bevölkerung verlangte aber jetzt die Rückgabe der vorher entzogenen Rechte, und sie forderte Mitspracherecht im Württemberger Landtag.
Der kurzlebige Aufstand, der im heutigen Weinstädter Stadtteil Beutelsbach seinen Anfang und sein Ende zugleich fand, gilt als ein Vorläufer des Bauernkriegs.

## Textung
Der arme Kunrad

Ich bin der arme Kunrad

und komm von nah und fern,

von Hartematt und Hungerrain

mit Spieß und Morgenstern.

Ich will nicht länger sein der Knecht,

leibeigen, frönig, ohne Recht.

Ein gleich Gesetz, das will ich han,

vom Fürsten bis zum Bauersmann.

Ich bin der arme Kunrad,

Spieß voran,

drauf und dran!

Ich bin der arme Kunrad

in Aberacht und Bann,

den Bundschuh trag ich auf der Stang,

hab Helm und Harnisch an.

Der Papst und Kaiser hört mich nicht,

ich halt nun selber das Gericht,

es geht an Schloß, Abtei und Stift,

nichts gilt als wie die Heilige Schrift.

Ich bin der arme Kunrad,

Spieß voran,

drauf und dran!

Ich bin der arme Kunrad,

trag Pech in meiner Pfann,

Heijoh! nun geht's mit Sens und Axt

an Pfaff und Edelmann.

Sie schlugen mich mit Prügeln platt

und machten mich mit Hunger satt,

sie zogen mir die Haut vom Leib und taten Schand an Kind und Weib.

Ich bin der arme Kunrad,

Spieß voran,

drauf und dran!

## Vertonungen
Die Ballade wurde von den Apokalyptischen Reitern vertont.